# Podvelka
Podvelka – wieś w Słowenii, siedziba gminy Podvelka. W 2018 roku liczyła 305 mieszkańców.